# White & Case
White & Case LLP est un cabinet d'avocats fondé à New York en 1901.
Il s'agit de l'une des firmes les plus internationales, ayant élargi son activité au-delà de New York en ouvrant des bureaux dans les principales villes des États-Unis et dans le monde. Elle est présente dans les marchés émergents, notamment en Amérique latine, en Europe centrale et de l'Est, en Afrique, au Moyen-Orient et en Asie, avec 45 bureaux dans 32 pays.
Le cabinet comptait 2464 avocats en 2022. Il conseille des clients français et internationaux : sociétés cotées et non-cotées, banques, fonds d'investissement et institutions gouvernementales.
White & Case est 17e sur la liste Vault 2025 des firmes les plus prestigieuses. Il occupe la 15ème place du classement annuel mondial Law Firm Brand Index en 2022.

## Bureaux[9]

### Amériques
- Boston
- Chicago
- Houston
- Los Angeles
- Mexico City
- Miami
- New York
- São Paulo
- Silicon Valley
- Washington, DC

### EMEA
- Abu Dhabi
- Astana
- Berlin
- Bruxelles
- Le Caire
- Doha
- Dubai
- Dusseldorf
- Francfort
- Genève
- Hambourg
- Helsinki
- Istanbul
- Johannesburg
- Londres
- Luxembourg
- Madrid
- Milan
- Mascat
- Paris
- Prague
- Riyadh
- Stockholm
- Tashkent
- Varsovie

### Asie-Pacifique
- Pékin
- Hong-Kong
- Jakarta
- Manille
- Melbourne
- Seoul
- Shanghai
- Singapour
- Sydney
- Tokyo